# Pallavolo ai XVII Giochi dei piccoli stati d'Europa
Il torneo di pallavolo ai XVII Giochi dei piccoli stati d'Europa si è svolto dal 30 maggio al 3 giugno 2017.

## Podi
| Evento           | Oro         | Argento    | Bronzo      |
| Torneo maschile  | Lussemburgo | Cipro      | San Marino  |
| Torneo femminile | Cipro       | San Marino | Lussemburgo |

## Medagliere
| Pos.   | Paese       | Oro | Argento | Bronzo | Totale |
| ------ | ----------- | --- | ------- | ------ | ------ |
| 1      | Cipro       | 1   | 1       | 0      | 2      |
| 2      | Lussemburgo | 1   | 0       | 1      | 2      |
| 3      | San Marino  | 0   | 1       | 1      | 2      |
| Totale | Totale      | 2   | 2       | 2      | 6      |